# Cristóbal Rojas (khu tự quản)
Cristóbal Rojas là một khu tự quản thuộc bang Miranda, Venezuela. Thủ phủ của khu tự quản Cristóbal Rojas đóng tại Charallave. Khự tự quản Cristóbal Rojas có diện tích 120 km2, dân số theo điều tra dân số ngày 21 tháng 10 năm 2001 là 77257 người.